# Oreoxis
Oreoxis es un género  de plantas herbáceas perteneciente a la familia de las apiáceas.    Comprende 4 especies descritas.

## Taxonomía
El género fue descrito por Constantine Samuel Rafinesque y publicado en Bulletin Botanique (Geneve) 1(8): 217. 1830. La especie tipo es:	Oreoxis humilis Raf. ex Ser.	

## Especies
A continuación se brinda un listado de las especies del género Oreoxis aceptadas hasta septiembre de 2012, ordenadas alfabéticamente. Para cada una se indica el nombre binomial seguido del autor, abreviado según las convenciones y usos.
- Oreoxis alpina (A. Gray) J.M. Coult. & Rose
- Oreoxis bakeri J.M. Coult. & Rose
- Oreoxis humilis Raf. ex Ser.
- Oreoxis trotteri S.L. Welsh & Goodrich